# Danita Paner
Danita Paner (2 de abril de 1989, Manila) es una cantante de pop-rock filipina. Es hermana adoptiva de la cantante Kristina Paner, siendo sus padres el jugador de baloncesto Manny Paner y la actriz Margarita Romuáldez. Grabó un álbum producida por Promotor nombrado Records, con sus canciones Lunod (ahogarte), y Renacimiento. Es media-filipina y media-japonesa.

## Filmografía
| Año  | Título                            | Personaje                       | Canal |
| 2011 | Limang Daliri ng Diyos            | ????????                        | TV5   |
| 2010 | My Driver Sweet Lover (TV series) | Gabrielle 'Gaby' Barrinuevo/Bea | TV5   |

- Datos: Q5219882